# Adolfo Bonilla y San Martín
Adolfo Bonilla y San Martín (Madrid, 27 de setembre de 1875 - 17 de gener de 1926) va ser un filòleg, filòsof i crític espanyol.
El seu pare, Saturnino Bonilla Sevilla, era comandant de cavalleria; la seva mare, Patrocinio San Martín Arrieta, neboda del compositor Emilio Arrieta, qui fou padrí del famós erudit. Com que el seu pare va ser destinat a la Manxa, va estudiar el batxillerat en l'Institut de Ciudad Real, cosa que el familiaritzà amb l'afició a les obres de Miguel de Cervantes Saavedra. Va estudiar dues carreres, Dret i Filosofia i Lletres, a la Universitat Central (l'actual Universitat Complutense de Madrid), on va conèixer al seu mentor, Marcelino Menéndez Pelayo, i va curar l'edició de les seves les Obras completas a la impremta de Victoriano Suárez. El 1896, amb només 21 anys, es va doctorar en Dret i en Filosofia amb tesi sobre Teoría y concepto del Derecho i Luis Vives y sus tres libros De anima et vita. El 1898 era ja secretari primer de la Secció de Ciències Morals i Polítiques de l'Ateneo de Madrid, treballant a la seva Escola d'Estudis Superiors. Va traduir el 1901 la Historia de la literatura española desde los orígenes hasta el año 1900 de l'hispanista James Fitzmaurice-Kelly. Al mateix temps exerceix com a advocat i porta la secretaria de cursos de l'Ateneu; és més, tradueix l'Ió de Plató sota el pseudònim d'Afanto Ucalego.
Al març de 1903 obté la Càtedra de Dret Mercantil de la Universitat de València, d'on lluita per sortir per tornar a Madrid. Ho va aconseguir el 1904 amb una comissió de serveis en l'Institut de Reformes Socials. Per fi aconsegueix la seva anhelada càtedra d'Història de la Filosofia el 1905 a la Universitat Central i edita els seus primers llibres de cavalleries, Baladro de Merlin, Demanda del Sancto Grial, Tristán de Leonís i Tablante de Ricamonte. Manté algunes picabaralles erudites amb l'acreditat Emilio Cotarelo y Mori. L'abril del 1910 és escollit acadèmic de la Història i a l'octubre de 1910 pren part del tribunal que concedeix a José Ortega y Gasset la càtedra de Metafísica de la Universitat de Madrid, vacant després de la defunció de Nicolás Salmerón. L'estiu de 1911 comença a preparar l'edició de les Obras completas de Menéndez Pelayo. En aquells dies ja portava editats dos toms de la seva Historia de la Filosofía Española i a la tardor viatja a Londres i París per visitar les biblioteques sobre llibres de cavalleries i de filosofia espanyola. El 1914 publica el que considera el millor dels seus treballs filosòfics, Coloquios filosóficos. Proteo o del devenir (Madrid, 1914). El 1921 és escollit membre de la Reial Acadèmia Espanyola, on ocupa la cadira «A». L'abril del 1924 va emprendre un llarg viatge al voltant del món (Estats Units, Hawaii, Japó, Xina, Índia i Egipte) i el 21 de febrer de 1925 es casa amb María Luisa Terson de Paleville y Espinosa. Però va tornar malalt i encara va empitjorar més darrere l'altre viatge a l'Havana, al maig de 1925, per assistir a la presa de possessió del president Gerardo Machado, car havia estat nomenat ambaixador extraordinari pel dictador Primo de Rivera. A la tornada se li va afegir una disenteria i va acabar assistit amb respiració mecànica fins que va morir el diumenge 17 de gener de 1926, als cinquanta anys.
Catedràtic de Dret i Filosofia, va ser un dels més prestigiosos deixebles de Marcelino Menéndez Pelayo, amb qui va intercanviar un interessant Epistolario. La seva activitat literària, molt abundant i diversa, es va dirigir essencialment en dos sentits: edicions crítiques i estudis de textos clàssics, i Història de la Filosofia. Entre les obres del primer grup cal destacar les seves edicions del Libro de los engannos e asayamientos de las mujeres, El diablo cojuelo de Luis Vélez de Guevara, diversos llibres de cavalleries i les Obras completas de Miguel de Cervantes, en col·laboració amb Rudolph Schevill. Va escriure en col·laboració amb el seu íntim amic Mariano Miguel de Val reedicions de teatre clàssic sota el pseudònim Martín de Samos. La seva obra filosòfica va ser eminentment històrica i crítica. Entre els llibres d'aquesta índole destaquen els seus estudis sobre Joan Lluís Vives (Luis Vives y la filosofía del Renacimiento, 1903) i Erasmo en España (en Revue Hispanique, XVII), El mito de Psyquis (1908) i la Historia de la Filosofía española, de la qual no va arribar a publicar sinó els dos primers toms, que abasten els períodes primitius, hispanoromà, visigòtic i hispanohebraic fins al segle xii.